# Abanchogastra hawaiiensis
Abanchogastra hawaiiensis là một loài tò vò trong họ Ichneumonidae.